# Borondir
En el Universo Imaginario de Tokien y en la Obra Cuentos inconclusos, Borondir en uno de los mensajeros enviandos por Cirion, Senescal de Gondor, a Eorl, líder de los Éothéod, cuando Gondor estaba bajo amenaza de ataque por parte de orcos y Balchoth.
Fueron en total 6 mensajeros (en equipos de 2) los despachados a realizar este viaje de unas 1000 millas (de las cuales al menos 400 eran en campo enemigo). Solo Borondir llegó a entregar al mensaje, el resto de los jinetes fueron asesinados por el enemigo.
Borondir era un gran jinete descendiente, de un Capitán de los Hombres del Norte que había servido a Gondor en los días de Eldacar. Su hazaña está registrada en el canto conocido como "Rhochon Methestel", que en Sindarin significa "Jinete de la Última Esperanza".
Fue miembro de la primera pareja que partió de Minas Tirith, el 2 de marzo de 2510 T. E.. Al pasar por Dol Guldur fueron atacados por los Orcos que mataron a su compañero, salvándose de milagro, dada la rapidez de su caballo. Fue perseguido hasta los Campos Gladios, pero no pudieron atraparlo. Más adelante debió dejar el camino porque era hostigado por hombres que salían del Bosque Negro. Tardó quince días en llegar a Framburgo, los últimos dos sin alimentos ni agua, por lo que, exhausto, "(...)apenas pudo pronunciar su mensaje ante Eorl." (CI. De Cirion y Eorl)
Luego de entregar el mensaje, Borondir Uldalraph (en Sindarin, Borondir "El Sin Estribo"), regresó cabalgando junto a la éoherë de Eorl, hacia el sur, rumbo a Gondor y sirviendo de guía al Rey Éothéod. Fue el primero en cruzar el Río Limclaro, lanzándose a pelear en la Batalla de los Campos de Celebrant en defensa de su Senescal. 
Murió en la Batalla, el 6 de abril de 2510 T. E., para gran congoja de Cirion y de Eorl. Su cuerpo fue llevado a Minas Tirith y sepultado con honores, en un santuario en Rath Dínen.
- Datos: Q3642708